# Maladie de Crohn
 Mise en garde médicale
La maladie de Crohn est une maladie inflammatoire chronique de l'intestin (MICI) qui peut atteindre toute partie de l'appareil digestif (de la bouche à l'anus) et éventuellement la peau, les articulations et les yeux. De cause inconnue, cette maladie est caractérisée par une inflammation le plus souvent retrouvée au niveau de l'iléon et du côlon, qui serait d'origine multifactorielle, faisant intervenir entre autres une composante génétique et le microbiome.
Il s'agit d'une maladie chronique évoluant typiquement par poussées espacées par des phases dites de rémission, asymptomatiques. Les signes digestifs sont le plus souvent à type de diarrhée, de douleur abdominale ou de lésion proctologique. La prise de médicament en cas de maladie de Crohn est particulière en raison de l'altération de la paroi intestinale[précision nécessaire]. L'inflammation de cette paroi rend difficile l'absorption des médicaments à travers les villosités intestinales pour atteindre la circulation sanguine. Le diagnostic nécessite une fibroscopie œsogastrique et une coloscopie avec réalisation de biopsies. La maladie de Crohn peut aussi être détectée grâce à une vidéocapsule, celle-ci permettant de visualiser les intestins et plus particulièrement le grêle. Le traitement est surtout médical avec l'utilisation de dérivé aminosalycilé au cours des poussées et d'immunosuppresseur en entretien. Une intervention chirurgicale est parfois justifiée. L'arrêt d'un éventuel tabagisme est conseillé.
Il s'agit d'une maladie multifactorielle au même titre que la colite ulcéreuse (rectocolite hémorragique, RCH) ou la polyarthrite rhumatoïde, autres maladies proches.

## Historique
La maladie de Crohn pourrait avoir un lien avec un gène hérité des Néandertaliens lors de l'hybridation des deux espèces (Homo neanderthalensis et Homo sapiens).
La maladie a été décrite en 1932 par Burrill Bernard Crohn (1884-1983), gastro-entérologue au Mount Sinai Hospital de New York.
En 1993 est signalé le cas d'une souris présentant une mutation du gène de l'interleukine 2 et atteinte de troubles digestifs proches de la maladie de Crohn, ce qui en fait le premier modèle animal de cette affection.
La fréquence de la maladie de Crohn semble avoir régulièrement augmenté durant la seconde moitié du XXe siècle dans les pays industriels, avec une incidence et une prévalence qui semblent commencer à se stabiliser dans les zones à forte incidence (Europe du Nord et Amérique du Nord). À l'échelle planétaire, l'incidence de la maladie de Crohn était dans les années 1980 plus importante en Europe, et nettement plus faible en Asie et en Afrique, mais la fréquence de la maladie continue à croître dans les zones qui semblaient relativement épargnées ou à faible incidence (Europe du Sud, Asie et dans la plupart des pays en développement). Les différences ethniques et géographiques qui étaient notées dans le passé quant à la fréquence de la maladie, s'estompent toutes.

## Épidémiologie
- incidence : Avec environ 15 à 20 nouveaux cas par an et pour 100 000 personnes[6] ; environ 1,4 million de personnes en souffrent aux États-Unis et 2,2 millions de personnes en Europe.
- prévalence : elle est d'environ 140 pour 100 000[4] soit une prévalence de 1,4‰. On recense en 2025 plus de 300 000 personnes atteintes en France avec 1 nouveau cas par heure, soit 8 000 nouveaux cas par an[7]. Selon les zones géographiques et les époques, les autorités sanitaires affichent des chiffres très variables : ainsi, des épidémiologistes jugeaient que la prévalence de la maladie était comparable en Norvège (vers 1995) à celle de la maladie aux États-Unis quelques années plus tôt (vers 1985) ; soit 6 à 7,1 pour 100 000, mais la fondation Crohn's and Colitis Foundation of America évoque un taux d'environ 149 pour 100 000 pour le Canada alors que le NIH évoque une fourchette bien plus large de 28 à 199 pour 100 000 à la fin des années 1980[5],[8]. On note qu'en Europe, la maladie de Crohn est non seulement plus fréquente dans les pays nordiques (comme en Amérique), mais qu'elle est aussi plus élevée dans les zones les plus septentrionales de ces pays[9]. Il a aussi été noté que l'incidence de la maladie est plus élevée chez les Juifs ashkénazes[10],[11].

### Distribution selon l'âge
La distribution selon l'âge est bimodale. La maladie, très rarement diagnostiquée durant la petite enfance, tend à toucher plus souvent le groupe des adolescents et des jeunes adultes (20-30 ans) puis des personnes plus âgées (50-70 ans).
Une sous-estimation du nombre de malades pourrait exister en raison d'un risque de confusion de la maladie de Crohn avec un syndrome de l'intestin irritable,.

### Influence du sexe
La maladie de Crohn affecte habituellement plus sévèrement les jeunes femmes que les jeunes hommes bien que le taux de femmes atteintes par la maladie soit à peine plus élevé que celui des hommes touchés.

## Causes

### Génétique
La génétique joue un rôle (qui pourrait impliquer l'autophagie,,,,), notamment démontré par :
- le modèle animal (souris) ;
- le fait que chez l'humain il existe un facteur de risque « familial »[20], les parents, les frères et sœurs ou les enfants de personnes atteintes de la maladie de Crohn sont 3 à 20 fois plus susceptibles de développer la maladie[21] ;
- les études de jumeaux qui montrent une concordance de plus de 50-55 % pour la maladie de Crohn[22],[23] ;
- chez des patients atteints de la maladie de Crohn, l'expression de variants de gènes autophagiques affecte fortement le flux autophagique[19].

La première mutation à avoir été associée à la maladie de Crohn est un décalage du cadre de lecture du gène NOD2 (également connu sous le nom de gène CARD15), cette découverte a été suivie de la mise en évidence de mutations ponctuelles. Plus de trente gènes ont depuis été associés à la maladie de Crohn. La plupart de ces gènes est associée à une fonction biologique connue. Par exemple, des mutations du gène XBP1 sont impliquées dans la voie de réponse protéique dépliée du réticulum endoplasmique,. Des variantes génétiques de NOD2 / CARD15 semblent être liées à l'atteinte de l'intestin grêle. D'autres gènes bien documentés qui augmentent le risque de développer la maladie de Crohn sont ATG16L1, IL23R, IRGM et SLC11A1. Il y a un chevauchement considérable entre les locus de susceptibilité aux MICI et aux infections mycobactériennes. Des études récentes d'association pangénomique ont montré que la maladie de Crohn est génétiquement liée à la maladie cœliaque (intolérance au gluten),.
Le risque de transmettre la maladie à son enfant est multiplié par 10 à 15 si un parent est affecté (toutefois, il s'agit d'un risque relatif par rapport à une population non atteinte, le risque absolu reste limité). Les dernières hypothèses (en 2007) évoquent au moins 32 facteurs de risque génétique (plusieurs gènes potentiellement responsables ont été identifiés notamment NOD2 (CARD15)). En 2011, selon l'INSERM, les variations de près de 70 gènes pourraient être en cause et notamment certains par effet indirect ; les mutations du gène IRGM seraient responsables d'une augmentation du nombre des bactéries intestinales qui induirait une inflammation chronique.

### Facteurs environnementaux
La qualité de l'alimentation, l'utilisation de contraceptifs oraux, des infections périnatales ou de l'enfance, des infections à mycobactéries atypiques sont évoqués, et restent à confirmer ou infirmer par les progrès de l'épidémiologie. 
La maladie est en forte progression en Asie ; comprendre pourquoi permettrait de mieux cerner les causes de la maladie,.
- Modification générale du contexte immunitaire : les modes de vie modernes liés à l'urbanisation, à l'industrialisation et aux nouveaux comportements ont fait disparaître certains facteurs environnementaux immunorégulateurs. Ceci explique en partie une multiplication des maladies auto-immunes dans les pays riches[41] (voir aussi maladie liée au mode de vie). 
Un statut social, économique, éducatif ou professionnel élevé augmente le risque d'inflammation intestinale chronique, corroborant l'hypothèse du rôle d'une hygiène trop poussée (impliquant une moindre exposition aux micro-organismes notamment dans l'enfance) dans l'apparition des maladies allergiques et auto-immunes[42]. Une étude sur l'hypothèse hygiéniste a porté sur les « moins de 20 ans » atteints de la maladie de Crohn, avec des résultats contredisant plutôt cette hypothèse : la fréquentation d'une crèche les six premiers mois de la vie, la présence d'un animal à la maison et des infections diagnostiquées par un médecin entre 5 et 10 ans augmenteraient le risque alors que l'utilisation régulière d'une serviette personnelle et un nombre de personnes réduit dans les maisons étaient plutôt associés à un risque réduit d'apparition de la maladie[43].
- Le tabagisme[44],[45] et l'appendicectomie sont des facteurs environnementaux associés à un risque accru de maladie de Crohn et à une augmentation de la gravité des symptômes dans le cas du tabagisme.
- Certains médicaments, tels que l'aspirine, sont suspectés de déclencher des crises[46]; pour cela, le paracétamol est toujours à préférer à l'aspirine.
- L'augmentation de la consommation de protéines animales et des ratios accrus d'acides gras polyinsaturés oméga-6 / oméga-3 (dont protéines de lait) et une modification de la proportion des oméga-6 par rapport aux oméga-3 dans l'alimentation japonaise pourraient aussi être en cause[47]. Les individus consommant des protéines végétales (ou de poissons) semblent mieux protégés contre cette maladie[47].
- Le microbiote intestinal de patients atteints de la maladie de Crohn montre une modification du rapport Firmicutes/Bacteroidetes, avec un rapport qui s’échelonne de 1/1 à 3/1 au lieu de 10/1 chez le sujet sain. On constate un déficit marqué du groupe Firmicutes, à la fois en nombre d’espèces et en proportion[48]. La bactérie Faecalibacterium prausnitzii serait absente ou en très faible quantité dans le microbiote intestinal des malades de Crohn[49].
- Le microbiote modifie le métabolisme des purines et la production d'acide urique, deux facteurs pouvant affecter la fonction intestinale : chez la souris de laboratoire un champignon faisant partie du mycobiote intestinal exacerbe la colite[50] et la perméabilité intestinale. Des anticorps sont anormalement dirigés contre la levure Saccharomyces cerevisiae (ASCA) qui fait partie du mycobiote (au sein du microbiote commensal de l'humain) et il est démontré chez la souris qu'une colonisation accrue de l'intestin par cette levure exacerbe la colite en augmentant le métabolisme des purines, ce qui se traduit par une dégradation de l'épithélium intestinal ; une telle corrélation a aussi été trouvée dans le sérum humain[50]. 
En laboratoire, l'allopurinol (médicament qui bloque la voie purine) inverse ces dommages. 
 Le transcriptome du tissu du côlon provenant de souris sans germes inoculés montre qu'un autre microchampignon de l'intestin (Rhodotorula aurantiaca) peut avoir le même effet[50]. 
Un screening métabolomique fécal d'animaux de laboratoire sans germes a confirmé que ces microchampignons du mycobiote, en dopant le métabolisme de la purine de l'hôte, y augmentaient aussi l'acide urique, ce qui aggrave la maladie de Crohn[50].
- L'introduction de la contraception hormonale aux États-Unis dans les années 1960 est associée à une augmentation spectaculaire de l'incidence. Une hypothèse est qu'elle affecte le système digestif (comme le tabagisme)[réf. nécessaire].
- L'isotrétinoïne est associée à la maladie de Crohn[51],[52],[53].

### Facteurs psychologiques
Le stress est un facteur important dans l'apparition des maladies inflammatoires chroniques de l'intestin. Bien que le stress soit parfois suspecté d'exacerber la maladie de Crohn, il n'existe aucune preuve concrète. Une étude de 1985 s'est intéressée au profil psychologique de patients atteints de la maladie de Crohn et de rectocolite hémorragique. L'étude a conclu que les individus observés ne présentaient pas de traits de personnalité particuliers. L'étude a également permis de confirmer que les symptômes de nervosité, de dépression et d'instabilité émotionnelle, qui sont observés régulièrement lors des phases de poussée de la maladie, étaient absents lors des phases de rémission,,,. En 2019 Ghia et al. ont décrit que les facteurs de type dépressif utilisés dans un modèle murin (souris) présentant plusieurs signes distinctifs de maladie de Crohn, peuvent augmenter l’inflammation du côlon,.

## Localisation des lésions
Cette maladie peut toucher toutes les parties du tube digestif. Trois zones sont plus souvent atteintes :
- la partie terminale de l’intestin grêle (l’iléon),
- le côlon,
- la zone anopérinéale[62], incluant de possibles fistules[63].

Une localisation dans la partie haute du tube digestif œso-gastro-duodénale est également assez fréquente,.

## Symptômes
Les symptômes de la maladie de Crohn se manifestent par poussées alternant avec des phases de rémission. Le principal symptôme (lors des poussées) est une douleur abdominale qui s'accentue après les repas, accompagnée de diarrhées chroniques, notamment par malabsorption des acides biliaires. On observe souvent aussi de la fièvre, une fatigue persistante ou une perte de poids (par malabsorption).
Les symptômes varient selon la localisation des lésions. Les symptômes des localisations hautes sont : dysphagie, douleur en mangeant, nausées ou vomissements (rarement avec hématémèse ou méléna), et aphtes dans la bouche, avec souvent une perte de poids et une hypoalbuminémie.
D'autres symptômes se manifestent hors du système digestif :
- atteintes rénales (calculs rénaux, coliques néphrétiques),
- atteintes articulaires (spondylarthropathie), de la colonne vertébrale,
- troubles dermatologiques (érythèmes noueux, « métastases cutanées »[67] de la maladie) et des muqueuses (aphtes récidivants), atteintes vulvaires (rarement[68],[69]),
- atteintes oculaires (uvéite antérieure, épisclérite, diplopie, hypersensibilité à la lumière),
- pancréatites, éventuellement aigües[70],
- thromboses veineuses.

On utilise un indice d'activité pour savoir si la maladie est en poussée ou non, c'est l'indice de BEST (CDAI pour les Anglo-Saxons). Cet indice permet de classer la maladie suivant quatre stades : maladie de Crohn inactive, poussées minimes à modérées, poussées plus sévères et poussées très sévères. On évalue l’indice suivant un questionnaire qui permettra d’obtenir un score qui désignera le stade de la maladie. Chez 30 % des patients, l'iléon (ou partie terminale du petit intestin) est colonisé par la bactérie AIEC (adherent-invasive Escherichia coli).

## Diagnostic

### Coloscopie

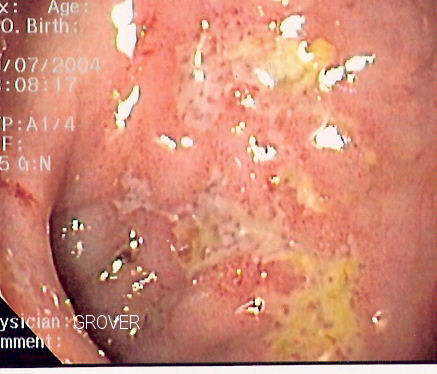
Image endoscopique du côlon d'un patient atteint de la maladie.

#### Au niveau macroscopique
La visualisation directe des lésions par coloscopie est capitale pour affirmer le diagnostic. Les atteintes sont en général diffuses et discontinues, les contours flous. Les zones touchées sont typiquement le côlon et les derniers centimètres de l'iléon (on parle alors d'iléite de Crohn), mais l'ensemble du tube digestif peut être atteint. Les lésions rencontrées sont discontinues (par opposition à la rectocolite hémorragique), avec des ulcérations souvent aphtoïdes ou profondes. Elles peuvent se présenter sous forme de véritables fissures dans la muqueuse. On retrouve fréquemment des pseudo-polypes.
Une fibroscopie gastrique peut être nécessaire.

#### Au niveau microscopique
Dans les biopsies de muqueuse digestive, la présence d'un granulome épithélioïde est un argument fort en faveur du diagnostic de la maladie. Cependant, il n'est pas toujours visualisé.
D'autres arguments sont en faveur d'une maladie de Crohn : un œdème et une inflammation de la paroi : infiltrat lymphoplasmocytaire, associés à des ulcérations larges et fissuraires, des abcès cryptiques, des lymphangiectasies, une inflammation périvasculaire et une hyperplasie neuronale.
Enfin, l'inflammation peut être transmurale : elle touche les différentes couches de la paroi digestive (par opposition à la rectocolite hémorragique, non transmurale). On observe entre autres la présence de follicules lymphoïdes dans toute l'épaisseur de la paroi, notamment en profondeur.

### Vidéocapsule
La vidéocapsule est une petite caméra vidéo que les patients avalent et qui enregistre les images du tube digestif. Son principal atout est de pouvoir visualiser l'intestin grêle qui est inaccessible à l'endoscopie.

### Entéroscopie
On peut également explorer l'intestin grêle à l'aide d'un entéroscope (double ballon ou simple ballon). Il s'agit d'un endoscope plus long qu'un coloscope dont la progression est facilitée par un surtube à ballon gonflable. Son intérêt par rapport à la vidéocapsule réside dans la possibilité d'intervenir sur la lésion et d'avoir une bonne précision quant à la localisation.

### Radiologie
L'absorption d'un liquide radioopaque permet de visualiser le tube digestif. Cet examen est utile pour observer les zones non visibles par endoscopie (en particulier l'intestin grêle). Il permet de détecter d'éventuelles sténoses (rétrécissements), fistules etc. mais il est à éviter dans les poussées sévères.
Le scanner peut aider au diagnostic, particulièrement s'il existe des fistules.

## Diagnostic différentiel
Le diagnostic différentiel est difficile à faire car la maladie peut avoir, à tort, été étiquetée comme un trouble fonctionnel digestif intestinal, appelé également côlon irritable.
On peut confondre facilement une rectocolite hémorragique (ne touchant que le côlon) et une maladie de Crohn (pouvant toucher tout le tube digestif), toutes deux des formes de maladies inflammatoires chroniques intestinales.
Le diagnostic peut ne pas être porté avec certitude entre ces deux entités lors des premières poussées, on parle alors de colite indéterminée. Dans la plupart des cas, l'évolution de la maladie et de ses signes cliniques permet, après plusieurs mois ou années, de finir par déterminer avec précision la maladie concernée et donc d'adapter au mieux la stratégie thérapeutique. Il arrive cependant que la colite reste indéterminée, le débat actuel étant de savoir si la cause n'est pas une troisième entité des maladies inflammatoires chroniques intestinales.
Certaines colites infectieuses peuvent aussi présenter un tableau trompeur, par exemple l'infection à Yersinia ou une tuberculose à localisation digestive.

## Complications

### Au niveau local
- Occlusion ou sub-occlusion intestinale
- Les fistules : interne et externe
- Les complications infectieuses : abcès, risquant de se perforer
- La perforation du grêle, conduisant à une péritonite
- La colectasie aiguë : dilatation du côlon pouvant être supérieure à 10 cm et entraînant un risque de perforation
- Hémorragies digestives
- Dégénérescence maligne

### Au niveau général
On peut parfois observer une dénutrition due à une malabsorption au niveau des lésions inflammatoires. La perte de protéines entraîne une diminution des facteurs de coagulation circulants et donc augmente le risque thromboembolique. La chronicité des symptômes, les nombreuses hospitalisations et, plus globalement, le retentissement de la maladie sur la qualité de vie peuvent entraîner des épisodes dépressifs. Enfin le traitement de la maladie est invasif et présente des effets secondaires intrinsèques.

### À court terme
On craint surtout les sténoses, fissures, fistules ou perforations, une colectasie (dilatation toxique du côlon) ou une colite grave (poussée très sévère d'emblée).

### Risques à long terme
Il existe, après dix ans d'évolution, une majoration du risque de cancer colorectal. Ce risque est surtout important en cas d'atteinte étendue et nécessite un dépistage par coloscopie totale tous les 2 ans, au-delà de 10 ans d'évolution de la maladie.

## Pronostic
La maladie de Crohn est une maladie chronique pour laquelle il n'y a pas de remède définitif. Elle se caractérise par des périodes d'amélioration et de rémission suivies d'épisodes où les symptômes se manifestent à nouveau. Les degrés de sévérité de la maladie peuvent varier de bénin à très sévère. Environ 15 à 20 % des personnes connaissant un épisode de poussée de la maladie de Crohn n'auront plus aucun symptôme le reste de leur vie. Avec les traitements existants, la plupart des gens conservent un poids normal et le taux de mortalité de la maladie est faible. La plupart des personnes atteintes de la maladie de Crohn ont une espérance de vie normale.
Les dernières recommandations européennes sur le diagnostic et le traitement de la maladie ont été publiées en 2006. Les recommandations de la Société américaine de gastroentérologie datent de 2007.

## Traitement
Les causes de la maladie de Crohn restant inconnues, il n’existe aucun traitement permettant d’en guérir. Le traitement médical repose sur la réduction de l'inflammation. Le traitement est basé sur deux principes : le premier consiste à traiter le malade au cours des poussées ; c’est ce que l’on appelle le traitement d’attaque. Le second principe est la prévention des rechutes. C’est le traitement d’entretien qui permet de prolonger au maximum les périodes de rémission de la maladie.
La sécurité sociale française classe la maladie de Crohn en tant qu’affection longue durée (ALD) exonérante. Elle est donc prise en charge à 100 %.

### Traitement des poussées
Le traitement d’attaque consiste à limiter les symptômes de la maladie, comme les diarrhées ou les douleurs abdominales pouvant survenir au cours des poussées.
Le traitement initial est la plupart du temps prescrit par le gastro-entérologue. Le médecin traitant participe au suivi du traitement et à la surveillance des éventuelles complications.
Le choix du traitement sera fait en premier lieu en fonction de l’intensité des poussées (épisodes aigus légers, modérés, sévères…) et de leur localisation. Le traitement est donc individualisé, patient par patient. Il y a quatre groupes de médicaments pouvant être utilisés en cas de poussées. Ce sont les dérivés aminosalicylés, la corticothérapie, les immunosuppresseurs d'action rapide et les anti-TNF-alpha,,.
Les aminosalicylés, tels que le 5-ASA (pour acide 5-aminosalicylique), exercent une action anti-inflammatoire sur la muqueuses intestinale. Ils sont généralement administrés pour traiter des poussées légères dans le cas où les lésions sont limitées à l’iléon ou au côlon. L’efficacité des aminosalicylés est réduite dans cette maladie mais ces produits sont généralement très bien tolérés. La fonction rénale est à surveiller en cas de traitement prolongé.
Pour les poussées d’intensité moyenne à sévère, on utilise principalement des corticoïdes. Ce traitement permet une amélioration rapide des symptômes. En France, la posologie la plus fréquemment administrée est de 1 mg/kg/j d’équivalent prednisolone par voie orale pendant 3 à 7 semaines. Cette dose est ensuite diminuée par paliers jusqu’à un arrêt total. Au cours de cette décroissance, 20 % à 30 % des patients ne peuvent pas être sevrés totalement de leur corticothérapie sans que l’on observe une reprise évolutive de la maladie, immédiatement ou dans les trois mois. Ce sont des patients ayant une forme dite corticodépendante de la maladie de Crohn chez qui il faudra introduire un traitement immunosuppresseur par Azathioprine.
Un immunosuppresseur d’action rapide peut également être utilisé pour traiter les poussées sévères à l’hôpital. Le médicament principalement utilisé dans ce cas est la ciclosporine. Elle permet, dans certains cas, d’éviter la chirurgie.
En cas d’échec ou de contre-indication au traitement habituel des poussées modérées à sévères ou en cas d’échec du traitement des fistules, il existe maintenant l’option du traitement par anti-TNFα.
Les anti-TNFα sont des immunomodulateurs sélectifs. Ils bloquent l’expression des TNFα, qui sont de puissants médiateurs de l’inflammation et de la nécrose tissulaire. Les principaux médicaments sont l’infliximab et l’adalimumab. L’infliximab s’administre en perfusion, uniquement en usage hospitalier. L’adalimumab se présente sous forme de stylos permettant les injections à domicile. Le traitement par anti-TNFα permet généralement une amélioration des symptômes en quelques semaines. S’il n’y a pas d’amélioration au bout de douze semaines de traitement, celui-ci doit être arrêté. Ce traitement impose une surveillance accrue du risque d’infection. Cette vigilance vis-à-vis des infections doit être maintenue dans les six mois suivant l’arrêt du traitement. Il ne faut pas administrer de vaccins vivants chez un patient traité par anti-TNFα tandis que la vaccination annuelle contre la grippe est recommandée. Il est préconisé d’adopter une contraception efficace durant la durée du traitement et jusqu’à 6 mois après son arrêt. L'ustékinumab a une efficacité comparable à celle de l'adalimumab.

### Traitement d'entretien
Le traitement d’entretien a pour but de prévenir les rechutes. C’est le traitement prescrit durant les périodes de rémission, c’est-à-dire les périodes durant lesquelles le patient ne ressentira plus les symptômes de la maladie (disparition des douleurs notamment). Cette période sans symptômes n’est pas synonyme de guérison. Il est donc important pour le patient de poursuivre son traitement afin de pouvoir retarder au maximum la réapparition des poussées et maintenir une qualité de vie convenable. Le traitement d’entretien permet également de diminuer les complications.
Les aminosalicylés ont une efficacité limitée en traitement d’entretien.
Les immunosuppresseurs (sélectifs ou d’action lente) sont les traitements de choix durant la phase d’entretien. Les 2 produits les plus fréquemment utilisés sont l'azathioprine (immunosuppresseur, un analogue des purines) et l'infliximab, ou l’adalimumab. L’azathioprine reste le traitement de référence. Les anti-TNF-alpha (Infliximab et Adalimumab) sont de plus en plus fréquemment utilisés. Ces derniers semblent plus efficaces encore lorsqu’ils sont associés à l’azathioprine. L'utilisation de certaines souches de probiotiques présente des pistes prometteuses,. Ces souches ne semblent cependant pas présenter toutes le même intérêt thérapeutique.

### Chirurgie
Elle était la règle auparavant mais son indication décroît régulièrement.
Les interventions chirurgicales sont pratiquées essentiellement chez les patients pour lesquels le traitement médical se révèle inefficace ou dans le cas de certaines complications. L’opération chirurgicale ne permet pas de guérir définitivement la maladie.
Il s’agit principalement de retirer les lésions inflammatoires. Cependant, ces opérations ne doivent concerner que les zones touchées résistantes aux traitements médicaux afin d’épargner au maximum l’intestin du patient. En effet, celui-ci est régulièrement éprouvé par les poussées de la maladie. L’opération consiste en une ablation de la partie lésée de l’intestin suivie d’une suture entre les deux portions saines restantes. Cette opération peut nécessiter la mise en place d’une stomie intestinale (ou « anus artificiel »), le plus souvent provisoire. Après dix ans d’évolution de la maladie, on peut considérer que plus d'un malade sur deux a subi un acte chirurgical.

### Recherche clinique
L'antibiotithérapie est d'un effet modeste et cliniquement non significatif selon les données d'une méta-revue Cochrane.
Un traitement à base de naltrexone à faible dose, en anglais : Low Dose Naltrexone therapy, LDN, bénéficie de quelques essais cliniques de faibles effectifs,.
Des traitements expérimentaux par transplantation de microbiote intestinal d'un patient sain à une personne malade (après destruction du microbiote intestinal du patient malade) sont testés en France et aux États-Unis. Une bactérie serait absente du microbiote intestinal des malades.
En 2012, le Grenoble-Institut des neurosciences a commencé une expérimentation par neurostimulation afin de traiter la maladie de Crohn en réduisant l'inflammation des tissus atteints du système digestif. Les résultats montrent que cette technique est une alternative intéressante pour les patients dont la maladie est modérée.
En 2015, la protéine P28GST, une protéine d'origine parasitaire qui agirait sur le système immunitaire, est à l'étude.
Le potentiel de l'anticorps monoclonal Risankizumab est en cours d'évaluation.

### Règles hygiéno-diététiques

#### Régime alimentaire
Alors que les connaissances et les publications scientifiques ne permettent pas d'établir de recommandations diététiques sur des faits probants,, lors des poussées, un régime sans fibres (c'est-à-dire sans fruits, sans légumes et sans céréales) est généralement mis en place afin de ne pas aggraver les symptômes (diarrhée, douleur…). Il est important de boire suffisamment afin de compenser les pertes en eau dues aux diarrhées. Dès que l’état de santé s’améliore (rémission), il est conseillé d'arrêter ce régime. En dehors des poussées, il est important de conserver une alimentation la plus équilibrée et la plus variée possible. En effet, cela pourrait prévenir la dénutrition et les carences constatées chez certains patients. Les fruits et légumes doivent être réintégrés dans l’alimentation.
Une supplémentation en omega 3 ou des supports nutritionnels par voie entérale ont été proposés sans preuve d'efficacité suffisante dans les études. Il en est de même pour l'utilisation de probiotique.
Certains changements dans le mode de vie peuvent réduire les symptômes, y compris des ajustements alimentaires, une bonne hydratation ainsi qu'un sevrage tabagique. Les régimes qui comprennent des niveaux plus élevés de fibres et de fruits sont associés à un risque réduit, tandis que les régimes riches en graisses totales, acides gras polyinsaturés, viande et acides gras oméga-6 peuvent augmenter le risque de maladie de Crohn. Manger de petits repas fréquemment au lieu de gros repas peut également aider. Pour limiter les symptômes, il est recommandé de suivre un régime alimentaire équilibré. Une activité physique régulière, une alimentation saine et un sommeil suffisant contribuent à réduire la fatigue. Un journal alimentaire peut aider à identifier les aliments qui déclenchent les symptômes. Certaines personnes peuvent suivre un régime pauvre en fibres pour contrôler les symptômes aigus. Certaines personnes trouvent un soulagement dans l'élimination de la caséine (protéine contenue dans le lait de vache) et du gluten (protéines présentes dans le blé, le seigle et l'orge) de leur régime alimentaire. Ils peuvent avoir des intolérances alimentaires spécifiques (pas des allergies).
Un régime alimentaire à base d’aliments d’origine végétale a été décrit comme pouvant apporter une rémission sur un cas isolé,.

#### Activité physique
L'exercice physique est pertinent pour les malades atteints de la maladie de Crohn. L'activité physique joue un rôle important dans la modulation de la réponse aux inflammations. Le sport permet par exemple de faire diminuer les concentrations de RANTES (une cytokine inflammatoire) dans le sang,.

#### Arrêt du tabac
L'arrêt du tabac est conseillé car cela peut influer favorablement sur l'évolution de la maladie,,,.

## Coût économique
Il est estimé à près de 30 millions de livres par an en Grande-Bretagne, pays qui compte 90 000 patients atteints de cette maladie.

## Personnalités atteintes de la maladie de Crohn
Cette liste est dynamique en ce qu'elle évolue régulièrement et ne sera peut-être jamais complète. Vous pouvez la compléter en citant des sources fiables.
- Peut-être le roi Alfred le Grand de Wessex (871-899)[113]
- Le roi Louis XIII (1601-1643)[114]
- Le cycliste français Jean-Eudes Demaret (1984 - )[115]
- L'actrice américaine Shannen Doherty (1971-2024)[116]
- Le guitariste de Pearl Jam Mike McCready (1966 - )[117]
- L'humoriste américain Pete Davidson (1993 - )
- Le scénariste écossais Mark Millar (1969 - )[118]
- L'actrice américaine Mary Ann Mobley (1937-2014)[119]
- La chanteuse américaine Anastacia Newkirk (1969 - )[120],[121]
- Le musicien américain Daryl Palumbo (1979 - )[122]
- Le guitariste américain Mark Reale (1955-2012)[123]
- Le politicien américain Dwight Eisenhower (1890-1969)
- Fred Burguière, cofondateur du groupe Les Ogres de Barback[124]
- Le prince Albert de Saxe-Cobourg-Gotha, époux de la reine Victoria
- La nageuse américaine Kathleen Baker (1997 - )[125]
- Lili Boulanger, compositrice française (1893-1918)[126]
- Larry Nance Jr., Joueur de NBA[127]
- MrBeast, vidéaste Web américain[128]
- Sacha Dhawan, acteur britannique d'origine Indienne diagnostiqué en 2010.

- Alexandre Müller, tennisman français.

## Divers

### La maladie de Crohn chez un parent augmente le risque d'autisme chez ses enfants
Certaines données laissaient penser que des maladies inflammatoires de l'intestin (MII) parentales pourraient prédisposer l'enfant à l'autisme, mais sans preuve concluantes jusqu'en 2021.
Un article de Aws Sadik et Coll. (paru dans Nature en juillet 2022) a finalement prouvé ce lien. Les auteurs ont combiné quatre approches complémentaires, ayant chacune une méthodologies propre pour détecter une éventuelle associations entre les MICI parentales et le risque d'autisme chez leurs enfants. Chacune des quatre approches a pris soin d'élucider l'étiologie de l'autisme pour exclure les cas d'origine génétique.
1. Une étude de cohorte nationale basée sur la population suédoise et les registres suédois a conclu à des preuves d'associations entre les diagnostics parentaux de MII et l'autisme chez les enfants[129].
2. Les analyses des scores de risque polygénique de l'étude longitudinale Avon sur les parents et les enfants ont suggéré des associations entre la responsabilité génétique maternelle envers les MII et les traits autistiques chez les enfants[129].
3. Des analyses de randomisation mendélienne à deux échantillons ont fourni des preuves d'un effet causal potentiel de la responsabilité génétique aux MII, en particulier la colite ulcéreuse, sur l'autisme[129].
4. La régression du score de déséquilibre de liaison n'a pas indiqué de corrélation génétique entre les MII et l'autisme[129].

En triangulant les preuves de ces quatre approches, les auteurs estiment « avoir trouvé des preuves d'un lien de causalité potentiel entre les MICI parentales, en particulier maternelles, et l'autisme chez les enfants. Un dérèglement immunitaire périnatal, une malabsorption des micronutriments et une anémie peuvent être impliqués ».

### BD
En 2015, le dessinateur de bandes dessinées Pozla, atteint de la maladie de Crohn, raconte sa propre hospitalisation dans un long album-témoignage : Carnet de santé foireuse. Ce livre, primé par un Fauve d'or au festival d’Angoulême 2016, raconte, avec humour mais sans concession, son parcours médical et apporte un regard original sur cette affection.

### Les Nuits De Crohn
Depuis 2013, des vidéastes francophones et des personnalités du monde des jeux vidéo se réunissent pour un événement : Les Nuits De Crohn. Le groupe se relaie pour filmer ses parties de jeux-vidéo en direct pendant une semaine non-stop et ainsi récolter des dons pour l'association François Aupetit.

### Journée mondiale des MICI, «World IBD Day»
La « journée mondiale des MICI » (maladies inflammatoires chroniques de l'intestin) aussi dite « World IBD Day », associée à la couleur violette est relayée en France par l'association reconnue d'utilité publique afa Crohn RCH France (depuis 2018). Elle se tient le 19 mai de chaque année.

## Modèle animal, équivalent dans le monde animal?
Les vétérinaires connaissent des maladies animales qui évoquent la maladie de Crohn, dont la paratuberculose chez les bovins (également appelée maladie de Johne) due à Mycobacterium avium subspecies paratuberculosis (MAP), qui pourrait avoir un potentiel zoonotique (à confirmer).
Plusieurs modèles animaux de maladie inflammatoire de l'intestin ont été développés chez la souris de laboratoire.
La maladie de Crohn semble avoir été particulièrement difficile à modéliser. Récemment (2019) Caruso et al. ont décrit et utilisé un modèle murin (souris) présentant plusieurs signes distinctifs de l'inflammation intestinale typiques de la maladie de Crohn. Ces souris mutées (déficientes en NOD2/CYBB) développent spontanément une colite provoquée par un pathobionte bactérien anaérobie Gram-négatif des muqueuses intestinales. Les souris mutantes ne développent cette colite qu'après le sevrage. Avant cela, elles sont protégées par des anticorps maternels. Ces souris permettent d'étudier la maladie de Crohn (et confirment le rôle majeur des anticorps maternels dans la régulation de l'homéostasie immunitaire du nouveau-né).
Les auteurs voulaient savoir si la dysbiose intestinale bactérienne inflammatoire, caractéristique de la maladie de Crohn, est une cause ou une conséquence de l'inflammation intestinale. Et si la maladie de Crohn est déclenchée par une dysbiose globale ou par certaines bactéries ? Ils concluent qu'en cas d'une double déficience des gènes NOD2 et de NADPH oxydase phagocyte (deux facteurs connus de susceptibilité à la MC), une pullulation de Mucispirillum chahlerler enflamme l'intestin de la souris-modèle, en raison semble-t-il d'une altération du recrutement des neutrophiles et faute de contrôle de la bactérie par les neutrophiles de la lumière. Un microbe intestinal spécifique pourrait donc déclencher une maladie de type CD en présence d'une clairance altérée de la bactérie due à l'immunité innée.